# 演说者之角 (新加坡)
演说者之角（英語：Speakers' Corner），亦称演说者角落，是位于新加坡市中心区芳林公园内的一个区域，經由向國家公園局註冊個人資料的新加坡人可以在这里进行示威、举办展览和表演，并能够自由地参与政治露天公开演讲、辩论和讨论。2000年9月1日，新加坡政府參考英國倫敦海德公園內的演說者之角，在芳林公園模仿設立，此类设施在许多其他具有代议制民主政治制度的国家均有建立。《2009年公共秩序法案》规定，户外的公众游行与集会需要警察许可。如果没有取得警方的许可，此类户外集会即被视作非法，演说者之角是目前新加坡唯一可以无须取得警方许可合法举行公众抗议的场所。
政府选择芳林公园设立此处的原因是因为它是1950年代和1960年代许多选举集会和政治演讲的热门场所。此外，公园位于市中心的中心地带，公共交通便利，公园也位于公共密度高的地区。

## 简介
演說者之角每日早上7時至晚上7時開放，全年無休。演说者之角附近裝置有大量闭路电视，並且派駐有大量警務人員駐守。演說者之角限制演說者必須使用新加坡官方語言，而內容亦受到限制，不得沾及《新加坡法律》、種族主義及宗教迫害等等於設立同年，註冊演說者達400人，至2006年下降至26人。

## 集会
2013年初，两次针对政府移民政策的抗议活动各吸引了350多人参加；2014年6月，约有20人在此抗议新加坡的国有养老基金公积金计划。

### 粉红点集会
在90年代初期之前，芳林公园曾经是同性恋者的 “总部”，许多志同道合者都在这里寻找对象。2009年5月16日，新加坡LGBT社区在演说者之角举行了首场公开集会，取名为“粉红点集会（Pink Dot SG）”，参加人数估计为1000至2500人。集会此后每年举办一次，2015年甚至有高达2万8000人参与。

### 要求缅军释放翁山淑枝
2009年5月31日，约百多人参加了由人权倡导组织 Maruah 在演说者之角组织的要求缅甸军政府释放翁山淑枝请愿运动，呼吁缅甸军政府释放翁山淑枝。由于只有新加坡公民和永久居民可以参加演说者之角的示威活动，缅甸籍的参与者被要求留在隔离区之外。

### 反人口白皮书和平集会
2013年2月16日下午，约4000人出席反人口白皮书和平集会，以表达自己对于国家长期人口规划的不满。政府此前发布白皮书预测新加坡人口在2030年之前可增至690万，外来移民将占这一数字的约一半，引发民众不满。集会持续了共3个小时，该集会在当时是新加坡有史以来规模最大的抗议活动之一。

### 紫色行动
2013年11月30日，新加坡特殊需要社群举行了名为“紫色运动”的第一次公开集会，旨在支持残障人士融入社会并庆祝残障人士的能力，该活动吸引了4000名参与者。该活动从那以后每年都举行一次，并于2016年移至新达城的财富之泉。

### 抗议凯发重组协议
2019年3月30日下午，超过300名凯发（Hyflux）的证券持有人聚集在演说者角落抗议凯发的重组协议，表达对3%现金赔偿的拒绝接受。凯发集团对此次抗议表示遗憾。

## 争议

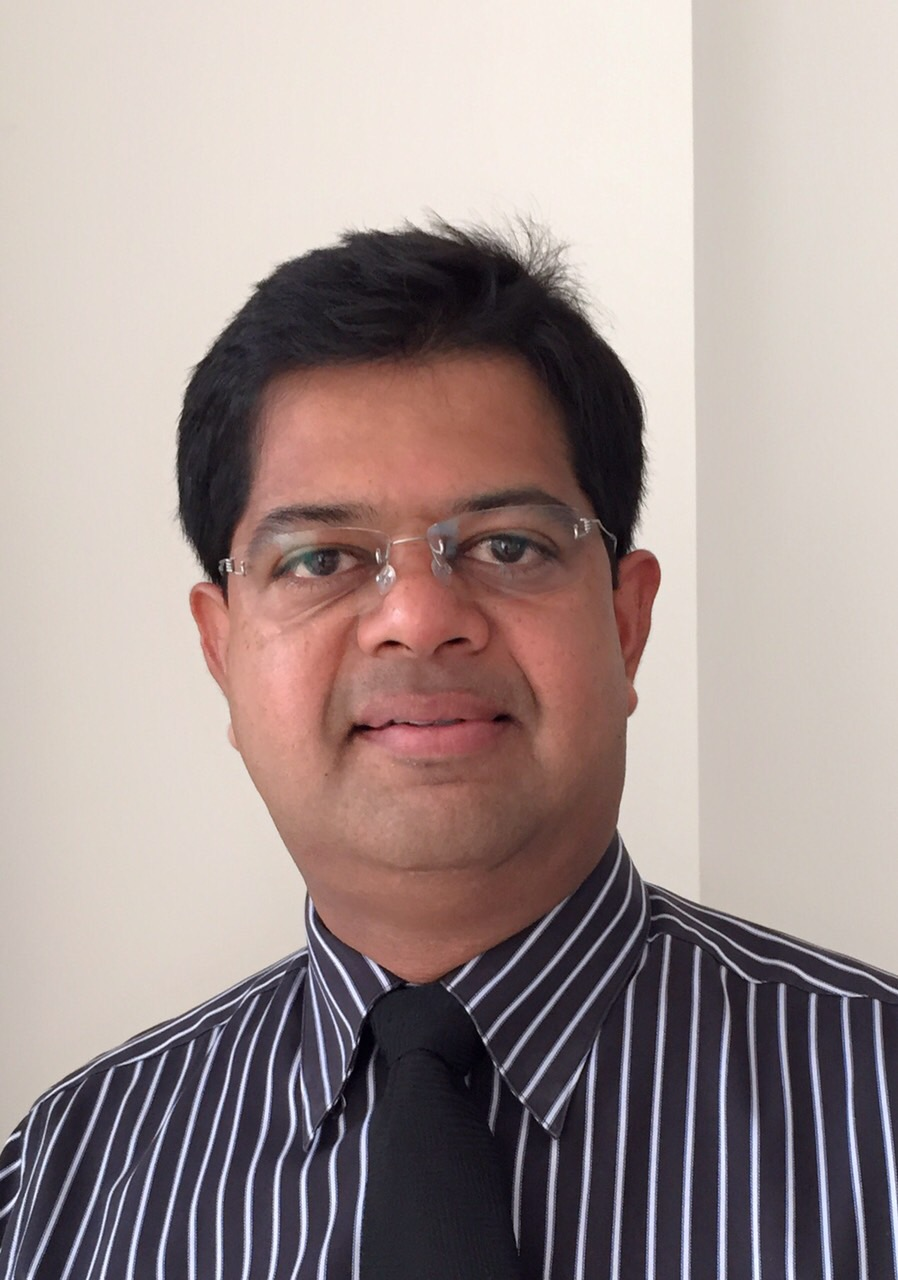
前工人党员詹姆斯·戈麦斯

李显龙总理在2008年国庆集会演讲中表示，包括设立演说者之角在内的各种政府政策背后的目的是“让我们的社会自由化，拓宽表达和参与的空间”。然而，民众对它的接受程度参差不齐，大众对于演说者之角在增加言论自由空间和集会自由方面的影响存在广泛的分歧。该设施被称为是“象征性”的，目的是保留一个字面上的“空间”来给予言论自由，同时在该空间中限制它。这反映在其他领域的自由化方面相对缺乏的进展，例如政客提起的诽谤诉讼中的高额赔偿金，这被指对新加坡的政治言论自由产生了寒蝉效应。前工人党员詹姆斯·戈麦斯也对演说者之角作为充满活力的政治辩论场所的有效性表达疑虑，理由是新加坡人缺乏“演讲文化”。对种族或宗教敏感言论的禁令亦被批评为可能限制对真正政治事务的言论自由，并限制宪法确立的基本自由的范围。
任何人在演说者之角参加或发起抗议活动之前都必须在国家公园局通过在线的方式注册自己的个人信息。同时，演说者之角公园内亦有许多闭路监控设备，这也遭到一些新加坡公民与国会议员的抱怨。
尽管如此，一些社会活动家团体仍然乐观地认为，演说者之角代表了朝着政治自由化和更广阔政治空间的承诺迈出的一步。尽管李光耀公共政策学院助理院长陈思贤博士（Dr. Kenneth Paul Tan）指出，由于演讲角是自上而下的举措，最初的愤世嫉俗是不可避免的，但他承认民间社会活动家此后积极利用了演说者之角以激发公众对各种社会和政治问题的兴趣。新加坡国立大学政治学分析员比尔维尔星教授（Professor Bilveer Singh）也同意这一观点，他指出，在演说者之角组织的活动中，大量的出席人数证明了新加坡人“不害怕，也并非是政治冷漠的”。
政府也表现出了对当地更大程度自由化的呼声的接纳，李显龙总理承认了在演说者之角逐步改变规则和条例对于让“更多公民参与辩论”和“逐步进一步开放我们的系统”的必要性。

## 临时关闭

### 李光耀逝世
2015年李光耀逝世後，新加坡內政部隨即禁止民眾一切在芳林公園的集會及示威，不再接受任何在芳林公園舉辦活動之申請，以用作舉行悼念李光耀之活動，禁制令原未設期限。该禁令后来已解除。

### 2019冠状病毒病疫
2020年4月，由于新加坡爆发2019冠状病毒病大流行，国家公园局暂停接受在演说者之角举办活动的申请。因此，2020年度粉红点集会改为一场虚拟活动，而非实体集会。2022年3月，公园局宣布重新开放这个已关闭近2年的设施，但申请者必须确保集会人数不超过950人。自2022年3月23日开放申请以来直至25日，该局已收到6份申请。粉红点组织也表示他们打算于同年6月重返芳林公园。